# 御手洗方賀
御手洗 方賀（みたらい かたよし）は、戦国時代の武将。毛利氏家臣である児玉就方の被官。

## 生涯
毛利氏家臣である児玉就方に被官として仕え、「方」の偏諱を与えられて方賀と名乗った。
弘治元年（1555年）から弘治3年（1557年）にかけての防長経略の後、児玉就方が周防国都濃郡富田保の検地や所領打渡を行い、方賀は児玉就方の下で検地などの実務に携わった。
その後、児玉就方が富田保を離れた後も、方賀は富田保に残って実務に当たっている。